# Chapelle de Bavalan
La chapelle Bavalan  est située  au lieu-dit « Bavalan », en  Ambon dans le Morbihan.

## Historique
Le décor intérieur de la chapelle fait l’objet d’une inscription au titre des monuments historiques depuis le 16 décembre 2009.

## Architecture
Au cours de 2012, la chapelle de Bavalan est rénovée.[réf. nécessaire]

## Galerie

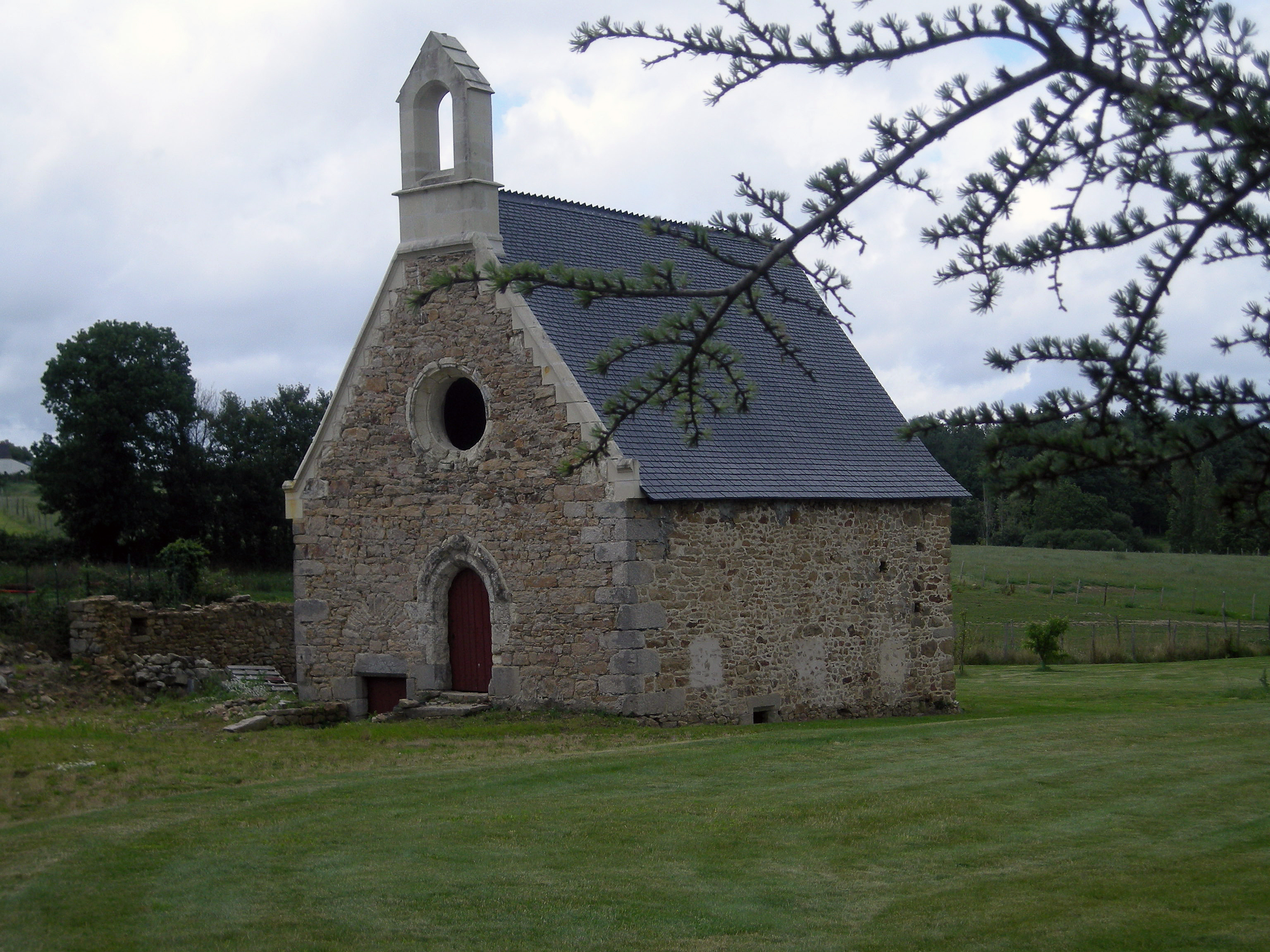
Été 2012, la chapelle de Bavalan en cours de rénovation.